# カナキティ
カナキティ（1987年11月30日 - ）は、日本の舞踏家・女優・演出家・モデル。東京都世田谷区出身。ケイエムシネマ企画所属。

## 来歴
2009年に青山学院短期大学芸術学科を卒業。在学中に絵画の授業で舞踏に出会い、師を持たず独自に踊り始める。その表現は、目に見えない存在と地球に生きる命への祈りをテーマとし、時間を超えて人々の感覚や記憶を刺激することを目指している。
美術家や音楽家とのコラボレーションを行い、原始感覚美術祭やMUTEK.JPを始め、国内外の芸術祭に招聘される。近年ではフランス、スイス、アイスランド、ノルウェー、バングラデシュ、ネパール、ベトナム、韓国で公演。また、映画やTVドラマ、ミュージックビデオ、ファッションショーにも出演し、舞踏の認知拡大と次世代の舞踏の提示に努めている。代表的な出演作には「心霊マスターテープ 〜EYE〜」、DIR EN GREYの「落ちた事のある空」などがある。

## 出演

### 映画
- 心霊×カルト×アウトロー （2018年） - 本人 役
- 劇場版 おっさんずラブ 〜LOVE or DEAD〜（2019年） - 郭晨曦 役
- 太空群落（2021年） - 人造人間18号 役
- ブルーピリオド （2024年） - 二次試験のヌードモデル 役

### テレビドラマ
- 心霊マスターテープ 〜EYE〜（2022年） - 天沢瞳 役[5]
- あんぱん (2025年のテレビドラマ) 　- デッサンモデル 役[6]

### フェスティバル
- アートアイランズ TOKYO・国際現代美術展（2012年-2016年）
- FAC アーティストインレジデンス（スイス、2015年）
- アークレイリ国立美術館公演（アイスランド、2015年）
- 原始感覚美術祭（2015年、2022年）
- NIPAF ASIA WS-IN:ACT May 2016 in Vietnam（ベトナム、2016年）
- #10 ECOUTER POUR L’INSTANT（フランス、2016年）
- FRESH WINDS ART BIENNALE（アイスランド、2018年、2023年）
- MUTEK.JP（2021年、2022年）
- WITH HARAJUKU コンテンポラリーダンスフェスティバル（2021年、2022年）
- 京都嵐山芸術祭（2022年）
- Re:birth Festival（2022年）
- 別所温泉芸術祭（2022年、2024年）
- L'Espace Magnan présente Go.Elans Festival Édition #1（フランス、2024年）

### ミュージックビデオ
- Sin So Seek
  - 「The Last Monument」（2018年）
  - 「AUN」（2018年）
- Sin So Seek×オリエンタルラジオ中田敦彦中田敦彦
  - 「幸福洗脳」（2018年）
- LLLL : フォーエル
  - 「Sleep」（2020年）
  - 「Falon」（2022年）
- キタニタツヤ
  - 「逃走劇 – Accomplices」（2021年）
- Piana
  - 「Unierten Light」（2023年）
- はるかりまあこ
  - 「TERMINAL」（2021年）
- DIR EN GREYDIR EN GREY
  - 「落ちた事のある空」落ちた事のある空（2020年）